# Wolfgang Klose (Physiker)
Wolfgang Dietrich Ernst August Klose (* 1. Januar 1930 in Berlin-Pankow; † 7. August 2022 in Essen) war ein deutscher Physiker, Hochschullehrer und Experte für japanische Kunstgeschichte.

## Leben
Wolfgang Klose studierte von 1948 bis 1953 Mathematik, Physik und Astrophysik. 1953 erhielt er sein Diplom bei Alexander Deubner am Institut für Experimentalphysik der Humboldt-Universität Berlin mit einer Arbeit über Exoelektronen aus Metallen. Seine 1956 verfasste und Friedrich S. Möglich, Institut für Theoretische Physik der HU Berlin, vorgelegte Dissertationsschrift beschäftigte sich wieder mit dem Oberflächeneffekt bei frisch aufgedampften Metallen und lautet: Zur Frage des Anregungsprozesses und der Auslösung von Sekundärelektronen aus Metallen.
Von 1956 bis 1961 war er wissenschaftlicher Mitarbeiter des Physikalisch-Technischen Instituts der Deutschen Akademie der Wissenschaften zu Berlin. Von 1961 bis 1967 arbeitete er im Forschungslaboratorium Erlangen der Siemens-Schuckertwerke AG. 1964 erhielt er die Venia Legendi für Physik an der Friedrich-Alexander-Universität Erlangen. Danach ging er für ein Jahr (1965/1966) im Rahmen des „Troisième Cycle des Universités de la Suisse Romande“ als Gastdozent in die Welschschweiz. Schließlich wurde er ordentlicher Professor und war von 1967 bis 1974 an der Universität des Saarlandes, Saarbrücken, für den Fachbereich Theoretische Festkörperphysik angestellt.
1974 trat er als neues Mitglied in den auf fünf Personen erweiterten Vorstand der Kernforschungszentrum Karlsruhe GmbH ein, mit dem Zuständigkeitsbereich „Neue Technologien und Grundlagenforschung“. Im selben Jahr lehrte er als Gastprofessor am Physik-Departement der Universität Genf. Seit 1976 war er Honorarprofessor für Physik an der Universität Karlsruhe (TH), dem heutigen Karlsruher Institut für Technologie (KIT). Im Jahr seines Ruhestandes, 1994, erhielt er die Ehrendoktorwürde für Philosophie (Literaturwissenschaft) der Ludwig-Maximilians-Universität München.
Ab 1953 war er mit der inzwischen verstorbenen Physikerin Christine Klose, geborene Kümmel, Tochter von Otto Kümmel, einem Ostasien-Kunsthistoriker, verheiratet. Aus der Ehe gingen ein Sohn (* 1955) und eine Tochter (* 1958) hervor. Der familiäre Hintergrund seiner Frau brachte Wolfgang Klose zur intensiven Beschäftigung mit der ostasiatischen, hauptsächlich japanischen, Kultur und Kunst, sodass er auf diesem Gebiet zum gefragten Vortragsredner und gelegentlichen Aufsatzautor avancierte.

## Mitgliedschaften
- Mitglied der Tieftemperaturkommission der Bayerischen Akademie der Wissenschaften
- Vorstandsmitglied der Kernforschungszentrum Karlsruhe GmbH
- Mitglied des Wissenschaftsrates
- Gründungsmitglied des Rotary Clubs Karlsruhe (1979) und dessen erstes Ehrenmitglied (2005)
- Mitglied Rotary-Clubs Essen-Baldeney
- Mitglied des Bewilligungsausschusses für die Sonderforschungsbereiche der Deutschen Forschungsgemeinschaft (DFG)
- Mitglied im Beratenden Industrieforschungs-Ausschuss (IRDAC) der Europäischen Kommission in Brüssel
- Aufsichtsratsmitglied der Europäischen Physikalischen Gesellschaft
- Kuratoriumsmitglied der Physikalisch-Technischen Bundesanstalt (PTB) in Braunschweig
- Geschäftsführendes Vorstandsmitglied des CyberForum e.V. in Karlsruhe

## Vorsitze
- Präsident der Badischen Bibliotheksgesellschaft an der Badischen Landesbibliothek
- Lenkungsausschuss (Comité de Direction) des Höchstflussreaktors in Grenoble (ILL)
- Forschungsbeirat Waldschäden und Luftverunreinigungen des Bundes und der Länder
- Forschungsausschuss des Beratenden Ausschusses der öffentlichen Arbeitgeber in der Europäischen Union (CEEP)
- Arbeitskreis Festkörperforschung der Deutschen Physikalischen Gesellschaft
- Fachausschuss Tieftemperaturphysik der Deutschen Physikalischen Gesellschaft
- Wissenschaftlicher Beirat der Festkörperinstitute der Max-Planck-Gesellschaft in Stuttgart und der Kernforschungsanlage Jülich

## Schriften

### Fachaufsätze
Wolfgang Klose veröffentlichte zwischen 1956 und 1982 viele Fachaufsätze über Halbleiter, Supraleiter und Festkörper in nahezu allen namhaften Physik-Fachzeitschriften. Zwischen 1983 und 1991 verschob sich der Themenschwerpunkt in Richtung Kerntechnik, Umwelttechnik und Mikrotechnik. Dabei war er Physikredakteur beim Zentralblatt für Mathematik und Mitglied des Herausgeberbeirats der Zeitschrift für Physik. Nach seiner Pensionierung widmete er sich in seinen Zeitschriftenbeiträgen der Kunst und Kultur, im Speziellen der japanischen.

### Bücher, Buchbeiträge und Vortragstexte (Auswahl)
- Determinanten und Matrizen in der Elektrotechnik. Verlag Technik, Berlin 1952.
- Elektrische Leiter, Metalle, Halbleiter, Supraleiter. Vortrag (= V.I.K.-Berichte; Nr. 151). Vereinigung Industrielle Kraftwirtschaft (V.I.K.), Essen 1964.
- Some applications of superconductivity (= CERN publications; Nr. 66/32). European Organization for Nuclear Research, Genf 1966.
- Kleine Einführung in die moderne Festkörperphysik (= Studienbücher Naturwissenschaft und Technik; Band 3). Bertelsmann-Universitätsverlag, Düsseldorf 1974. ISBN 3-571-19247-8.
- (als Herausgeber) Stammbücher des 16. Jahrhunderts (= Wolfenbütteler Forschungen; Band 42). Harrassowitz Verlag, Wiesbaden 1989. ISBN 3-447-02928-5.
- Japanische Mentalität im Bild moderner Museumsarbeit des Nationalmuseums Kyōto (= Badische Landesbibliothek. Vorträge; Band 50). Badische Bibliotheksgesellschaft, Karlsruhe 2003. ISBN 3-89065-053-8.
- Der Reiz japanischer Kalligraphie (= Badische Landesbibliothek. Vorträge; Band 51). Badische Bibliotheksgesellschaft, Karlsruhe 2003. ISBN 3-89065-054-6.
- Japanische Gärten (= Badische Landesbibliothek. Vorträge; Band 51). Badische Landesbibliothek, Karlsruhe 2003. ISBN 978-3-88705-056-6.
- Gustav Jacoby (1856–1921) – Zwei Leben. In: Herbert Butz: Wege und Wandel. 100 Jahre Museum für Ostasiatische Kunst. Mit Beiträgen von Wolfgang Klose und Hartmut Walravens. Staatliche Museen zu Berlin – Preußischer Kulturbesitz, Berlin 2006. ISBN 3-88609-556-8. S. 81–91.